# Железничка станица Тузи
Железничка станица Тузи је једна од железничких станица на прузи Подгорица—Скадар. Налази се насељу Тузи у Главном граду Подгорици. Пруга се наставља у једном смеру ка Скадру и у другом према Подгорици. Железничка станица Тузи састоји се из 5 колосека.